# Brian Joubert
Brian Joubert (ur. 20 września 1984 w Poitiers) – francuski łyżwiarz figurowy, startujący w konkurencji solistów. Uczestnik igrzysk olimpijskich (2002, 2006, 2010, 2014), mistrz świata (2007), trzykrotny mistrz Europy (2004, 2007, 2009), zwycięzca finału Grand Prix (2006) oraz 8-krotny mistrz Francji. Zakończył karierę amatorską 14 lutego 2014 roku i rozpoczął karierę trenera łyżwiarskiego.

## Życie prywatne
Brian Joubert, syn Jean-Michela i Raymonde Joubert, urodził się w Poitiers w 1984 roku. Poważnie zachorował mając 11 miesięcy. Lekarze byli zmuszeni usunąć mu nerkę. Łyżwiarstwo figurowe zaczął trenować pod wpływem sióstr w wieku 4 lat. Próbował zająć się hokejem na lodzie, ale mając 6 lat stwierdził, że woli skakać. W pierwszych zawodach wziął udział mając 5 lat.
W 2004 roku było głośno o jego związku z miss Francji Laetitią Bléger. Modelka w jednym z wywiadów oświadczyła, że Joubert spotykał się z nią, żeby ukryć, że jest homoseksualistą. Łyżwiarz wniósł oskarżenie do sądu. Zgodnie z wyrokiem Bléger i magazyn wypłacili mu odszkodowanie w wysokości 17 tysięcy euro.
W latach 2005–2009 spotykał się z mistrzynią Włoch Valentiną Marchei. Pojawiały się plany wspólnego występu na Zimowych Igrzyskach Olimpijskich 2010 w Vancouver. Para zdecydowała się na rozstanie w styczniu 2009, najprawdopodobniej związane to było z ich karierami sportowymi
Trzykrotnie wziął udział we francuskiej edycji programu „Fort Boyard” (2004, 2007, 2008). Został sponsorem fundacji na rzecz dzieci z zespołem Williamsa. 13 marca 2006 wydano biografię Jouberta „Le feu sur la glace” (fr. "Ogień Na Lodzie").

## Technika i choreografia
Brian Joubert znany jest z żywiołowości, ciekawych choreografii i wykonywania perfekcyjnie pewnych elementów, zwłaszcza skoków. Do słynnych należą skoki poczwórne: Salchow i Toeloop. Do historii przeszedł program dowolny z sezonu 2006/07, w którym wykonywał 3 skoki poczwórne. Często podkreśla, że są dla niego bardzo ważne, nowy system nie gwarantuje za nie lepszych ocen, ale świadczą o poziomie prezentowanym przez łyżwiarza. Do elity solistów zalicza się m.in. dzięki kombinacji skoków 4-2 (np. poczwórny Toeloop – podwójny Toeloop). Jego skoczność przejawia się w również w niezwykle mocnych, silnych i wyrazistych skokach jak potrójny Lutz czy death-drop (skok do piruetu przez Axla). Z kolei żywiołowość to przede wszystkim bogate w trudne figury i elementy sekwencje kroków.
Jego słabą strona są na pewno piruety, za które często jest krytykowany. Podjęcie współpracy z Lucindą Ruth w sezonie 2005/06, miało na celu zniwelowanie niedoskonałości łyżwiarza. Niejednokrotnie przyczyną przegranej Jouberta była również pewność siebie. Podczas Mistrzostw Świata 2009 w Los Angeles, zaliczanych do największych porażek łyżwiarza, był o krok od wygranej. Przed występem podkreślał, że zamierza wygrać, a zapewni mu to bogactwo elementów, z których słynie. Po programie krótkim prowadził. Podczas programu dowolnego dopuścił się dwóch błędów, w tym jednego poważnego, na stosunkowo łatwym dla siebie podwójnym Axlu. W ten sposób ominęło go nie tylko złoto i srebro.
Joubert jest charyzmatyczny i chimeryczny. Zarówno programy dowolne, jak i obowiązkowe przykuwają uwagę. Wyróżniają się spośród innych, prezentowanych na zawodach poprzez muzykę, kombinacje, szybkość czy wyszukane elementy. Jako podkłady wykorzystuje znane ścieżki dźwiękowe, nieraz pochodzące z filmów (np. Matrix, Requiem dla snu) czy typowo klubowe utwory. Joubert lubi zmieniać zdanie co do choreografii. Znana jest historia sprzed Mistrzostw Europy 2009, gdy na 2 tygodnie przed zawodami postanowił wykorzystać inną muzykę w programie krótkim, a co za tym idzie, także choreografię.

## Osiągnięcia
| Zawody                                | 99–00          | 00–01          | 01–02          | 02–03          | 03–04          | 04–05          | 05–06          | 06–07          | 07–08          | 08–09          | 09–10          | 10–11          | 11–12          | 12–13          | 13–14          | 15–16          |                |
| Międzynarodowe                        | Międzynarodowe | Międzynarodowe | Międzynarodowe | Międzynarodowe | Międzynarodowe | Międzynarodowe | Międzynarodowe | Międzynarodowe | Międzynarodowe | Międzynarodowe | Międzynarodowe | Międzynarodowe | Międzynarodowe | Międzynarodowe | Międzynarodowe | Międzynarodowe | Międzynarodowe |
| ------------------------------------- | -------------- | -------------- | -------------- | -------------- | -------------- | -------------- | -------------- | -------------- | -------------- | -------------- | -------------- | -------------- | -------------- | -------------- | -------------- | -------------- | -------------- |
| Igrzyska olimpijskie                  |                |                | 14             |                |                |                | 6              |                |                |                | 16             |                |                |                | 13             |                |                |
| Mistrzostwa świata                    |                |                | 13             | 6              | 2              | 6              | 2              | 1              | 2              | 3              | 3              | 8              | 4              | 9              |                |                |                |
| Mistrzostwa Europy                    |                |                | 3              | 2              | 1              | 2              | 3              | 1              | 3              | 1              | 3              | 2              | 8              | 4              | 8              |                |                |
| GP Finał Grand Prix                   |                |                |                | 3              |                | 5              | WD             | 1              |                | WD             | WD             |                |                |                |                |                |                |
| GP Cup of China                       |                |                |                |                | 2              |                |                |                |                |                |                | 4              | WD             | WD             |                |                |                |
| GP Rostelecom Cup                     |                |                |                |                |                |                |                | 1              |                | 1              |                |                |                |                | WD             |                |                |
| GP NHK Trophy                         |                |                |                |                | 4              |                |                |                |                |                | 1              |                |                |                |                |                |                |
| GP Skate Canada International         |                |                |                |                |                |                |                |                | 1              |                |                |                |                |                |                |                |                |
| GP Skate America                      |                |                | 9              | 1              |                | 1              | 3              |                |                |                |                |                |                |                | WD             |                |                |
| GP Trophée Eric Bompard               |                |                |                | 5              | 4              | 2              | 2              | 1              | WD             | 4              | 4              | WD             | WD             | 4              |                |                |                |
| International Challenge Cup           |                |                |                |                |                |                |                |                |                |                |                |                | 1              | 1              |                |                |                |
| NRW Trophy                            |                |                |                |                |                |                |                |                |                |                |                |                |                |                | 2              |                |                |
| Międzynarodowe: Kategorie młodzieżowe |                |                |                |                |                |                |                |                |                |                |                |                |                |                |                |                |                |
| Mistrzostwa Świata Juniorów           | 15             |                |                |                |                |                |                |                |                |                |                |                |                |                |                |                |                |
| JGP we Francji                        |                | 4              |                |                |                |                |                |                |                |                |                |                |                |                |                |                |                |
| JGP w Polsce                          |                | 4              |                |                |                |                |                |                |                |                |                |                |                |                |                |                |                |
| Krajowe                               |                |                |                |                |                |                |                |                |                |                |                |                |                |                |                |                |                |
| Mistrzostwa Francji                   | 10             | 14             | 3              | 1              | 1              | 1              | 1              | 1              | 1              | WD             | WD             | 1              | 1              | WD             | 2              |                |                |
| Mistrzostwa Francji juniorów          | 2 J            | 4 J            |                |                |                |                |                |                |                |                |                |                |                |                |                |                |                |
| Master's de Patinage                  |                |                |                | 3              | 1              | 3              | 1              | 1              | 1              | 2              | 2              | 1              | 2              | 2              | WD             |                |                |
| Zawody zespołowe                      |                |                |                |                |                |                |                |                |                |                |                |                |                |                |                |                |                |
| World Team Trophy                     |                |                |                |                |                |                |                |                |                | 4 T 2 P        |                |                | 4 T 3 P        | 6 T 7 P        |                |                |                |
| Japan Open                            |                |                |                |                |                |                |                | 2 T 3 P        |                |                |                |                |                |                |                | 3 T 6 P        |                |